# Der Diener zweier Herren
Der Diener zweier Herren ist das bekannteste Bühnenstück des italienischen Dramatikers Carlo Goldoni. Es wurde 1746 in Mailand uraufgeführt und gilt als Höhepunkt der Commedia dell’arte.

## Inhalt des Stückes
Florindo wird beschuldigt, den Bruder seiner Geliebten Beatrice getötet zu haben, und ist vor den Anschuldigungen nach Venedig geflohen. Als Mann verkleidet, reist ihm Beatrice nach, begleitet von ihrem Diener Truffaldino. Ohne dass die beiden Liebenden voneinander wissen, nehmen sie sich im selben Wirtshaus ein Zimmer. Truffaldino tritt – ohne Beatrices Wissen – auch in Florindos Dienste, da er zu schlecht bezahlt wird, als dass er angemessen leben könnte. Er wird zum Diener zweier Herren und gerät dadurch in zahlreiche Schwierigkeiten, aus denen er sich aber immer wieder retten kann. Er geht in seinen Lügen so weit zu behaupten, der jeweils andere Herr sei tot. Letztlich führt Truffaldino die beiden Liebenden zufällig wieder zusammen und wird belohnt, indem er die Kammerzofe Smeraldina heiraten darf.

## Charaktere
- Truffaldino Battochio (Der Diener zweier Herren)
- Beatrice Rasponi (1. „Herr“ von Truffaldino, verkleidet als ihr ermordeter Bruder Federigo Rasponi)
- Florindo Aretusi (2. Herr von Truffaldino)
- Pantalone Dei Bisognosi (Vater von Clarice, Venezianischer Kaufmann)
- Smeraldina (Dienerin von Clarice)
- Clarice (Pantalones Tochter)
- Silvio (Sohn von Dr. Lombardi)
- Dr. Lombardi (Silvios Vater)
- Brighella (Wirt)
- (Erster Kellner)
- (Zweiter Kellner)
- (Erster Träger)
- (Zweiter Träger)

## Entstehung
Von 1743 bis 1748 arbeitete Goldoni in Pisa als Anwalt. Angeregt von dem berühmten Arlecchino- bzw. Truffaldino-Darsteller Antonio Sacchi (1708–1788), verfasste Goldoni 1745 dort seine erfolgreiche Komödie Der Diener zweier Herren. Die italienische Originalfassung ist daher auch bekannt unter dem Titel Arlecchino servitore di due padroni und nimmt dabei Bezug auf den Harlekin.

## Aufführungsgeschichte
Johann Wolfgang von Goethe führte Der Diener zweier Herren in Weimar auf.

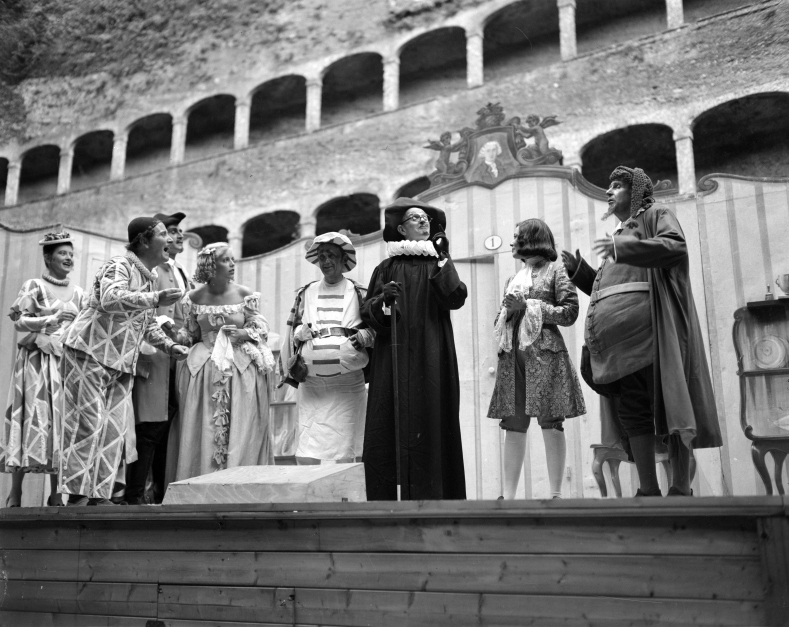
Wiederaufnahme in der Felsenreitschule, 7. August 1946

Am 1. April 1924 eröffnete Max Reinhardt das Wiener Theater in der Josefstadt nach einer großen Renovierung mit Goldonis Der Diener zweier Herren mit Hermann Thimig als Truffaldino, Helene Thimig als Smeraldina, Hugo Thimig als Pantalone und Gustav Waldau als Dottore. Gastspiele in Berlin und im europäischen Ausland folgten, 1928 sogar in New York. Reinhardt eröffnete im November 1924 auch die Komödie am Kurfürstendamm in Berlin mit diesem Stück. 1946 kam es zu einer Wiederaufnahme von Reinhardts Inszenierung durch Hermann Thimig bei den Salzburger Festspielen in der Felsenreitschule, in der Ausstattung von Oskar Laske und in der Choreographie von Grete Wiesenthal.
Weltberühmt wurde eine Aufführung durch Giorgio Strehler 1947 am Piccolo Teatro in Mailand. Den Truffaldino spielte Marcello Moretti, nach dessen Tod ab 1963 Ferruccio Soleri, der in dieser Rolle bis ins Alter von 78 Jahren auftrat. Die Aufführung Strehlers im Bühnenbild Ezio Frigerios stand jahrzehntelang auf dem Spielplan und bereiste die halbe Welt.
Niels-Peter Rudolph inszenierte das Stück 1978 am Württembergischen Staatstheater Stuttgart mit Peter Sattmann als Truffaldino und Martin Schwab (Pantalone), Lore Brunner (Smeraldina), Gert Voss (Dottore), Kirsten Dene (Beatrice), Martin Lüttge (Florindo) und Branko Samarovski (Brighella)
Am 22. März 1992 inszenierte Rudolf Plent das Stück am Theater am Meer – Niederdeutsche Bühne Wilhelmshaven in Niederdeutscher Erstaufführung unter dem Titel Der plietsche Tüffelhannes in der Bearbeitung von Arnold Preuß, der gleichzeitig die Titelrolle des Tüffelhannes (Truffaldino) spielte.
Am 15. November 2007 eröffnete das renovierte Theater in der Josefstadt mit einer Bearbeitung des Stückes von Peter Turrini.

Am 25. August 2011 führte die Kammeroper München erstmals das Stück als Oper mit Musik von Mozart, der 1783 eine Vertonung plante, in einem Arrangement von Alexander Krampe auf.
Das Staatstheater Cottbus führte am 10. August 2013 erstmals das Stück als Open-Air-Fassung im Hof der Alvensleben-Kaserne in Cottbus auf.
Seit den 1970er Jahren wird das Stück im deutschsprachigen Raum häufig in der Übersetzung von Uwe Schuster und Hartwig Albiro gespielt, z. B. 2015 in der Inszenierung von Robert Schuster am Theater Freiburg.